# Ángel García López
Ángel García López  (Rota, Cádiz, 29 de marzo de 1935-Madrid, 17 de septiembre de 2024) fue un poeta español.

## Biografía
García López es, según el profesor y crítico Ángel Luis Prieto de Paula, “un poeta de este tiempo con una esencial identidad: un estuario en el que desembocan los cursos poéticos más valiosos y donde se resuelve la historia de la alta poesía.” Autor de una dilatada obra poética, en ella destacan la cuidadosa primacía del lenguaje, el rigor formal y la investigación de las posibilidades rítmicas y lingüísticas del poema. Su tarea de creación ha sido distinguida por sucesivos e importantes reconocimientos: Premio Adonais 1969, Premio Nacional de Literatura 1973 Premio Boscán 1974, Premio Nacional de la Crítica 1978, Ciudad de Melilla 1991, Villa de Madrid-Francisco de Quevedo 1995, Ciudad de Salamanca 1997, Generación del 27 1999, Premio Andalucía de la Crítica 2013, Premio Nacional de Letras Teresa de Ávila 2009 y Premio de las Letras Andaluzas Elio Antonio de Nebrija 2021, estos dos últimos otorgados al conjunto de su obra. Entre sus títulos Elegía en Astaroth, Mester andalusí, Trasmundo, Los ojos en las ramas, Memoria amarga de mí, Medio siglo, cien años, Mitologías, Apócrifos, Ópera bufa, Universo sonámbulo, Cuando todo es ya póstumo y Testamento hecho en Wátani. El conjunto de todo lo publicado hasta el año 2009 se encuentra recogido en Obra Poética, tres amplios volúmenes publicados por la Diputación Provincial de Cádiz.
Licenciado en Filosofía y Letras por la Universidad Complutense, ejerció la docencia de la Literatura como profesor de Bachillerato y, luego, como profesor emérito de la Universidad de Mayores Francisco Yndurain (Aoiz, Estella, Pamplona), compaginando todo esto con su otra actividad de Técnico Superior de Servicios Bibliográficos. Simultáneamente cursó estudios en la Escuela Oficial de Periodismo de Madrid y los preceptivos para su doctorado universitario e inició una nueva licenciatura, esta vez en Filología Hispánica. Durante tres lustros dirigió la revista Literatura (en sistema Braille) de la ONCE.
Era académico de la Real Academia de San Dionisio de Ciencias, Artes y Letras de Jerez de la Frontera (Cádiz) y de la Academia San Juan de la Cruz-Juglares de Fontiveros (Ávila). Figura incluido en antologías generales y temáticas, diccionarios de escritores, compendios generacionales, etc. Su obra ha sido motivo de seminarios monográficos, investigaciones, trabajos y traducciones parciales a otros idiomas. 

## Obras

### Libros

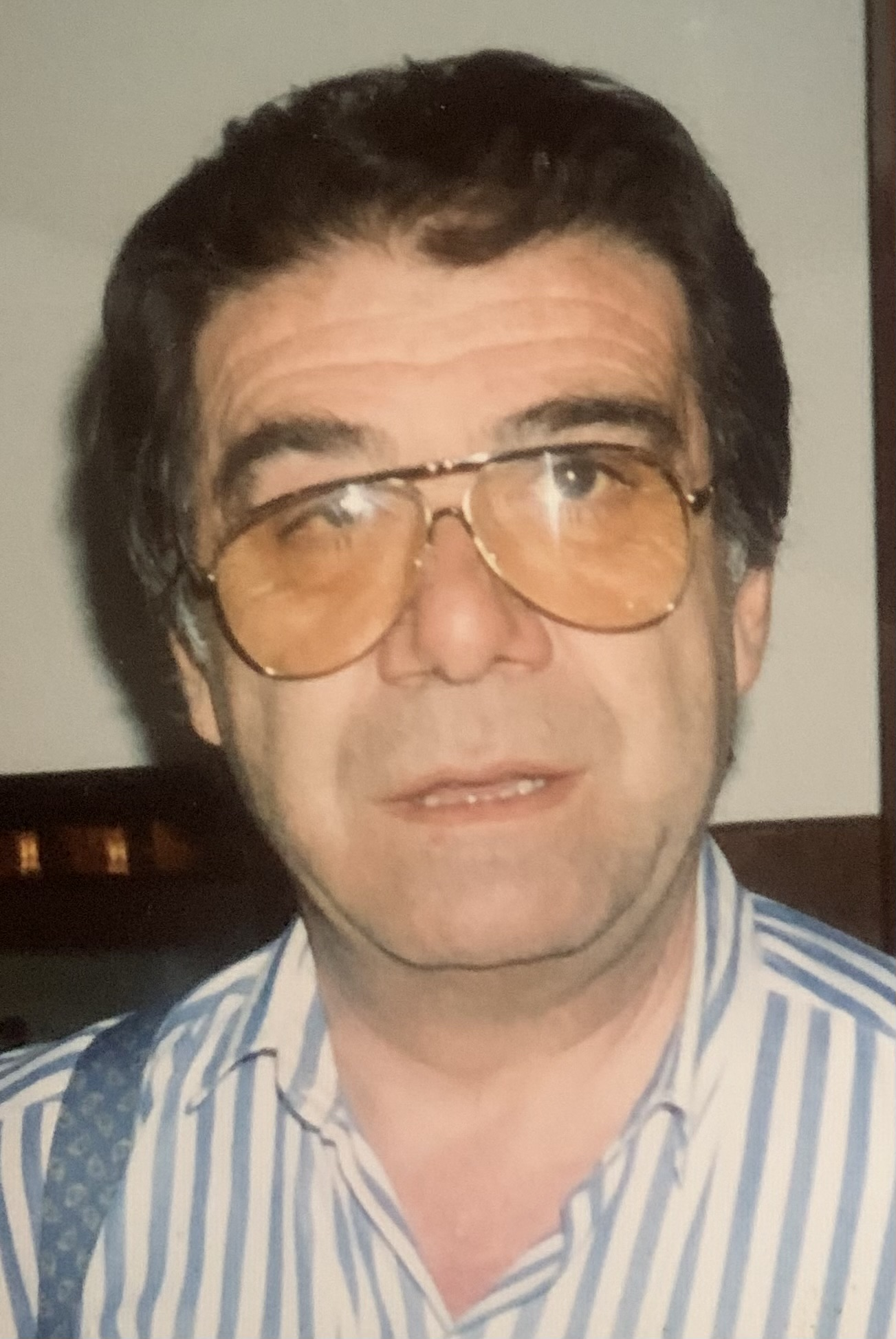
Poeta durante lecturas poéticas.

- Emilia es la canción, Arcos de la Frontera, col. Alcaraván, 1963.
- Tierra de nadie (Accésit del Premio Adonais, 1967), Madrid, Rialp, 1968.
- A flor de piel (Premio Adonais, 1969), Madrid, Rialp, 1970.
- Volver a Uleila (Premio Álamo-José María Gabriel y Galán, 1970), Salamanca, Álamo, 1971.

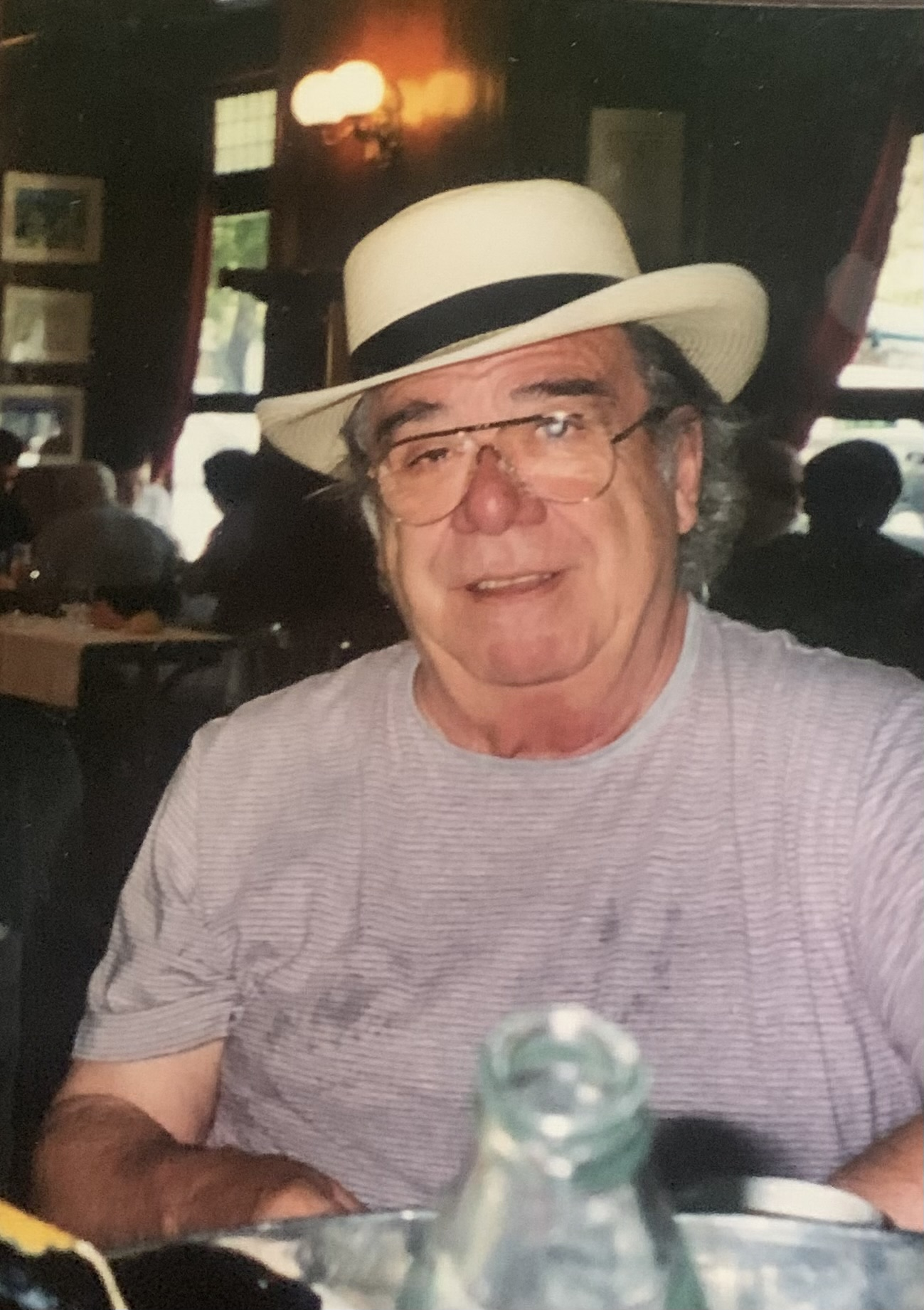
Foto del poeta en el Café de Oriente

- Foto del poeta en el Café de OrienteElegía en Astaroth (Premio Nacional de Literatura, 1973), Madrid, Oriens, 1973.
- Retrato respirable en un desván (Premio Ciudad de Irún, 1973), San Sebastián, Caja de Ahorros Provincial de Guipúzcoa, 1974.
- Mester andalusí (Premio Leopoldo Panero, 1976; Premio Nacional de la Crítica, 1978), Madrid, Cultura Hispánica, 1978.
- Auto de fe (Premio Boscán, 1974), Barcelona, Instituto Catalán de Cultura Hispánica, 1979.
- Trasmundo (Premio José María Lacalle, 1979), Madrid, Oriens, 1980.
- Los ojos en las ramas (Premio Ciudad de Martorell, 1978), Murcia, Godoy, 1981.
- Memoria amarga de mí (Premio Antonio Camuñas, 1982), Madrid, Albatros, 1983.
- De latrocinios y virginidades (Premio Tertulia Hispanoamericana del Instituto de Cooperación Iberoamericana, 1983), Madrid, Ediciones de Cultura Hispánica, 1984.
- Medio siglo, cien años (Premio Juan Ramón Jiménez, 1988), Huelva, Diputación Provincial, 1988.
- Perversificaciones (Premio Rafael Morales, 1989), Talavera de la Reina, Ayuntamiento de Talavera de la Reina, 1990.
- Territorios del puma (Premio Ciudad de Melilla, 1991), Melilla, Ayuntamiento de Melilla / UNED, 1991.

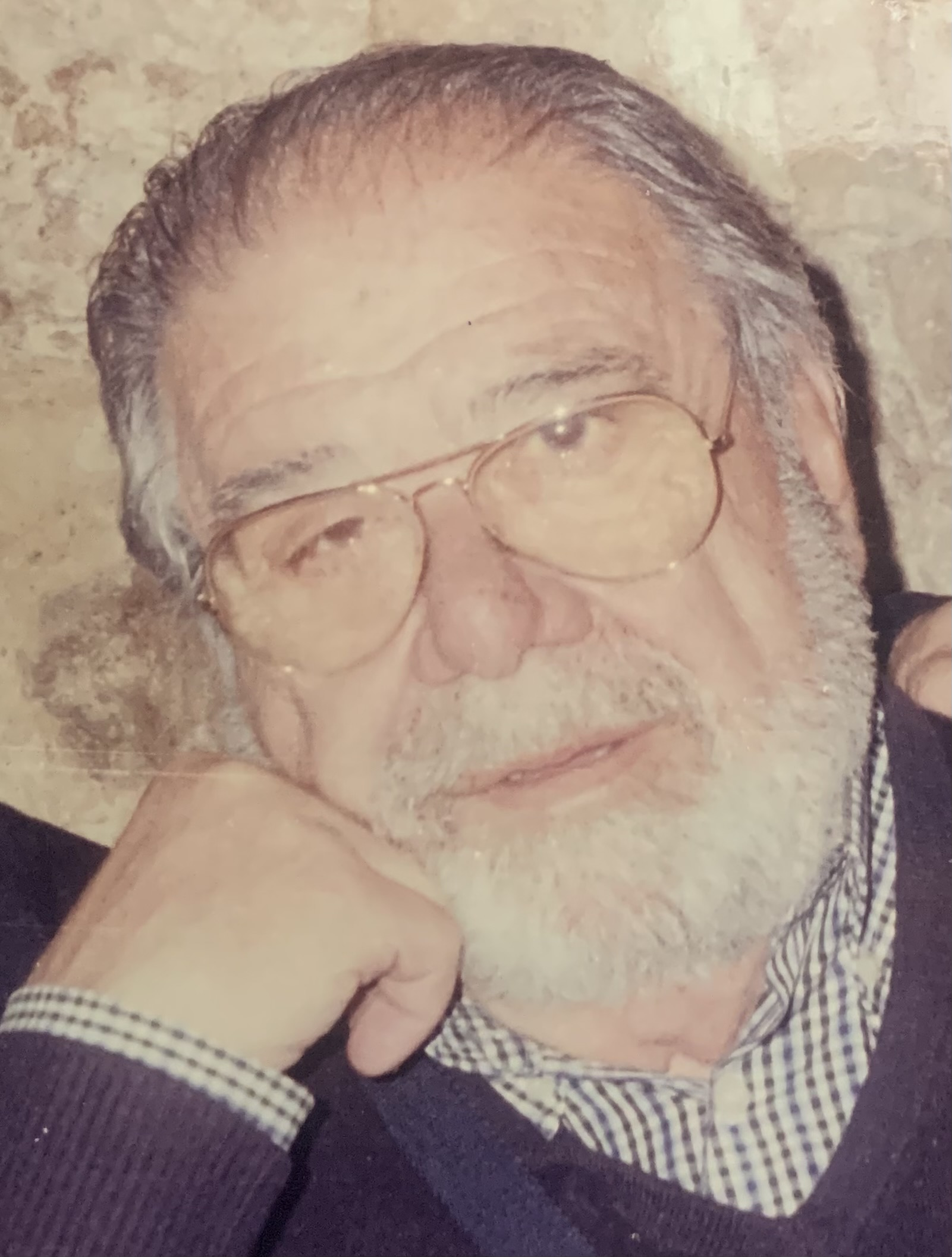
Foto del poeta en su 75 aniversario.

- Foto del poeta en su 75 aniversario.Apócrifo castellano para durmiente bella (Premio Villa de Madrid-Francisco de Quevedo, 1995), edición no venal para bibliófilos, Almería, Alhucema, 1995.
- Glosolalia (Premio Ciudad de Salamanca, 1997), Sevilla, Algaida, 1998.
- Bestiario, Madrid, Eneida, 2000.
- Mitologías (Premio Generación del 27, 1999), Madrid, Visor, 2000.
- Cancionero de Alhabia, Córdoba, CajaSur, 2002.
- Son(i)etos a Pablo, Valladolid, Fundación Jorge Guillén, 2003.
- Historias de Macaena (poesía para niños), Madrid, Hiperión, 2004.
- Ópera bufa, Madrid, Hiperión, 2004.
- Universo sonámbulo (Premio Villa de Rota, 2005), Sevilla, Renacimiento, 2006.
- Posdata (Premio Unicaja 2011). Visor Libros. Madrid, 2012.
- Cineraria. Ediciones Del Centro. Madrid, 2013.
- Desde la orilla. Premio Cáceres-Patrimonio de la Humanidad. Ayuntamiento. Cáceres, 2013.
- Cuando todo es ya póstumo. Castalia Ediciones. Barcelona, 2016.
- Nocturnas aves. Ars Poética. Oviedo, 2021.
- Testamento hecho en Wátani. Reino de Cordelia. Madrid, 2023.

### Cuadernos
- Cuatro poemas, Madrid, Pliegos Sueltos de La Estafeta, 1974.
- Comentario de textos, Rota, Cuadernos de Cera, 1981.
- Dos poemas de amor, Málaga, Torre de las Palomas, 1990.
- Once plagios para durmiente bella, Málaga, Ateneo de Málaga, 1991.
- Homenaje a Ángel García López (Antología), Valdepeñas, Desde El Empotro (Bodegas A-7, Vaso Sexto de Vinos Nobles), 1992.
- Ángel García López (Antología), Málaga, Centro Cultural Generación del 27, 1997.
- Un gritado silencio (Antología), San Roque, Aula de Literatura José Cadalso, 1998.
- Arte y parte (Antología), Valencia, Universidad Literaria de Valencia, 2006.
- Selección de poemas (Homenaje a Á. G. L. en el Conservatorio Superior de Música de Getafe), edición no venal, Getafe, Centro de Poesía José Hierro, 2007.

### Antologías y recopilaciones
- Mímica y duelo (Antología 1963-1973), Madrid, Taller de Poesía Vox, 1978.
- Antología poética (1963-1979), Barcelona, Plaza & Janés, 1980.
- Santo Oficio, Madrid, Libros Dante, 1981.
- Dessin du corps (Anthologie), trad. al francés, Luzarches, Editions Royaumont, 1989.
- Tantas vidas (Antología 1963-1996), Ávila, Institución Gran Duque de Alba, 1996.
- De la carne leída (Antología), Humanes, Juan Pastor editor, 1997.
- Doce poemas comentados, Béjar, If Ediciones / El Sornabique, 1999.
- Monedas acuñadas en el aire (Antología poética, 1963-2000), Sevilla, Renacimiento, 2002.
- Cortometraje, ed. bilingüe español-portugués, A Coruña, Espiral Maior, 2003.
- Apócrifos, Sevilla, Fundación José Manuel Lara, 2004.
- Sesenta sonetos (Antología), Cáceres, Institución Cultural El Brocense, 2006.
- Última luna, edición no venal, Getafe, Centro de Poesía José Hierro, 2007.
- El río de mis ojos. Antología Poética (1963-2013) La isla de Siltolá. Sevilla, 2014.
- Luna del verbo (Antología). Renacimiento. Sevilla, 2023.

### Obras completas
- Obra poética completa (1963-1968), 2 vols. (Premio Astaroth, 1989; Premio Prometeo de la Poesía, 1990), Madrid, Torre Manrique Publicaciones, 1988.
- Poesía (1989-2004), San Sebastián de los Reyes, Universidad Popular José Hierro, 2005.
- Obra poética, 3 vols., Cádiz, Diputación de Cádiz, 2009.